# ماثيو غريفين
ماثيو غريفين (بالإنجليزية: Matthew Griffin)‏ هو لاعب غولف أسترالي، ولد في 26 يوليو 1983.

## وصلات خارجية
- ماثيو غريفين على موقع رابطة اليابان للاعبي الغولف المحترفين (الإنجليزية)
- ماثيو غريفين على موقع التصنيف العالمي الرسمي للغولف (الإنجليزية)